# Adiantum schmidtchenii
Adiantum schmidtchenii är en kantbräkenväxtart som beskrevs av Georg Hans Emmo Wolfgang Hieronymus. Adiantum schmidtchenii ingår i släktet Adiantum och familjen Pteridaceae. Inga underarter finns listade.